# 兵部省 (明治時代)
兵部省（ひょうぶしょう）とは、明治時代に設置された省庁の一つ。国の防衛と治安維持を管轄する機関。現在の防衛省に相当する。
王政復古によって、征夷大将軍が廃止されたことにより、その他の朝廷の省には、権威が復活することとなった。1869年8月15日（明治2年7月8日）の官制大改革により軍務官に代わって軍事防衛を司る機関として改編された。兵部卿には仁和寺宮嘉彰親王が就いたが、実務は次官である大輔が執り行った。
1872年4月3日（明治5年2月26日）、丸ノ内和田倉門町にあった兵部省建物から出火して延焼。4800戸が被災。翌4月4日（明治5年2月27日）、政府の軍事防衛に対する方針の転換により廃止された。
兵部省廃止後、薩摩閥および長州閥からの要望により、陸軍省と海軍省が新設された。

## 官制
- 陸軍部（明治4年7月設置）
  - 第一局（秘史局）
  - 第二局（軍務局）
  - 第三局（砲兵局）
  - 第四局（築造局）
  - 第五局（会計局）
- 海軍部（明治4年9月設置）
  - 第一局（秘史局）
  - 第二局（軍務局）
  - 第三局（造舶局）
  - 第四局（水路局）
  - 第五局（会計局）
- 海陸軍兵学寮
- 海陸軍軍医寮（明治4年7月5日太政官布告）
- 海陸軍糺問司
- 海陸軍造兵司（明治3年2月2日設置）
- 海軍造船司
- 海陸軍武庫司
- 海軍水路司
- 陸軍参謀局
- 陸軍三兵本部
- 海軍水兵部
- 海軍提督府
- 会計司（明治4年7月29日廃止）
  - 大阪出張所（明治2年7月設置‐明治4年10月9日廃止）
  - 十津川出張所（明治2年11月15日設置－明治3年2月25日廃止）
  - 高輪海軍用所

## 職員
- 兵部卿・・・1人
- 兵部大輔・・・1人
- 兵部少輔・・・1人
- 兵部大丞・・・2人
- 兵部権大丞
- 兵部少丞・・・3人
- 兵部権少丞
- 兵部大録
- 兵部大録
- 兵部少録
- 兵部少録
- 史生
- 省掌
- 教官（明治3年8月7日設置）
- 使部

## 歴代幹部
※ 日付は旧暦、括弧内は新暦。
兵部卿
- 仁和寺宮嘉彰親王 皇族：明治2年7月8日（1869年8月15日） - 12月23日（1870年1月24日）
- 欠：明治2年12月24日（1870年1月25日） - 明治3年4月2日（1870年5月2日）
- 有栖川宮熾仁親王 皇族：明治3年4月2日 - 明治4年6月25日（1871年8月11日）
- 欠：明治4年6月25日 - 明治5年2月27日（1872年4月4日）

兵部大輔
- 大村益次郎：明治2年7月8日 - 11月5日（1869年12月7日、死去）
- 前原一誠：明治2年12月2日（1870年1月3日） - 明治3年9月2日（1870年9月26日）
- 欠：明治3年9月2日 - 明治4年7月14日（1871年8月29日）
- 山縣有朋：明治4年7月14日 - 明治5年2月27日

兵部少輔（陸軍部）
- 久我通久 公家：明治2年10月3日（1869年11月6日） - 明治3年12月5日（1871年1月25日）
- 山縣有朋：明治3年8月28日（1870年9月23日） - 明治4年7月14日（1871年8月29日）
- 西郷従道 少将：明治4年12月4日（1872年1月13日） - 明治5年2月27日

兵部少輔（海軍部）
- 川村純義：明治4年7月15日（1871年8月30日） - 明治5年2月27日

兵部大丞
- 鷲尾隆聚（公家）
- 黒田清隆
- 山田顕義
- 河田景与
- 勝海舟
- 川村純義
- 船越衛